# Болярка (Емильчинский район)
Боля́рка (укр. Болярка) — село на Украине, находится в Емильчинском районе Житомирской области.
Код КОАТУУ — 1821782005. Население по переписи 2001 года составляет 108 человек. Почтовый индекс — 11234. Телефонный код — 4149. Занимает площадь 0,533 км².

## Адрес местного совета
11235, Житомирская область, Емильчинский р-н, с. Великая Цвиля, ул. Шевченко, 6